# Д’Эскуши, Матьё
Матьё д’Эскуши (фр. Mathieu d'Escouchy, также Mathieu de Coucy, или Coussy, 1420, Ле-Кенуа — 1482 или 1483, Перонн) — пикардийский нотабль и хронист, летописец последнего периода Столетней войны.

## Биография
Родился около 1420 года в Ле-Кенуа в графстве Эно (совр. департамент Нор), в семье потомственных нотаблей.
Начал свою карьеру между 1440 и 1450 годами в качестве члена городского совета, затем суда эшевенов, а с 1454 года занимал должностьпрево города Перонна. Стал жертвой судебных тяжб из-за вражды с влиятельным местным прокурором Жаном Фроманом, с вмешательством Парижского парламента, в результате чего шесть раз оказывался в заключении по уголовным делам. 
В 1461 году переселился в г. Нель, затем стал бальи и прево Рибемона. Получил дворянство от короля Людовика XI, сопровождая его в исторической битве при Монлери (1465), где был ранен и после в течение 9 месяцев содержался в плену во Фландрии. Оставив военную службу, женился, и в 1467 году назначен был королевским прокурором Сен-Кантена. 
После новой тяжбы с советником магистрата Компьена, был вновь арестован по обвинению в подделке печати, препровождён в Париж, где подвергнут пыткам, но позже оправдан. В 1473 году был назначен на должность судьи в Санлисе, в 1480 году выполнял миссию Людовика XI в Пикардии, а в июле 1481 года посетил лепрозорий в Реймсе.
Умер в 1482 или 1483 году в Перонне, где, вероятно, и был похоронен.

## Сочинения
Его хроника (фр. Chronique) представляет собой продолжение труда Ангеррана де Монстреле, и охватывает события 1444—1461 годов, касающиеся завершающего периода Столетней войны и франко-бургундских отношений, начиная с перемирия в Туре и кончая смертью Карла VII.
Несмотря на то, что д’Эскуши служил французской короне, он беспристрастен и довольно объективен в описании политики и личных достоинств и бургундских государей. Его литературный стиль можно сравнить с манерой Жана Фруассара.
По словам нидерландского философа и историка культуры Йохана Хёйзинги, «его хроника проста, точна и свободна от партийных пристрастий, насыщена обычным почитанием рыцарских идеалов и обычными морализирующими тенденциями и вроде бы заставляет нас предположить в авторе добропорядочного человека, отдавшего все усилия тщательному историческому исследованию».
Довольно объективно освещены д’Эскуши эпизоды Гентского восстания 1449—1453 годов, которое, по его мнению, вызвано было не столько новыми налогами, сколько попытками бургундского герцога Филиппа Доброго отменить привилегии г. Гента и ограничить его автономию. Вместе с тем, описывая встречу Филиппа с французскими послами, он вкладывает в его уста речь о божественной природе герцогской власти, дающей ему исключительные права на владения Фландрией. Особенный интерес представляют описания д’Эскуши баталий, в том числе вышеназванного сражения при Монлери, рыцарских турниров и праздничных церемоний, в частности, торжественного приёма, устроенного в 1454 году в Лилле герцогом Бургундии Филиппом Добрым в честь произнесённой им прилюдно 17 февраля того же года клятвы отправиться в крестовый поход против турок.
Хронику д’Эскуши использовали в качестве источника для своих трудов такие известные французские и бургундские историки, как Жан де Ваврен, Жорж Шателен, Филипп де Коммин, Оливье Ламарш и др.

## Рукописи и издания
Известно несколько рукописей хроники д’Эскуши, относящихся ко второй половине XV века, находящихся в собраниях Национальной библиотеки Франции в Париже (MS fr. 4907 и fr. 23282), Колледжа Св. Екатерины в Кембридже и библиотеки Университета Пенсильвании в Филадельфии (MS fr. 91).
В 1661 году она была опубликована в Париже королевским историографом Дени Годфруа, вместе с сочинениями хрониста Жана Шартье и герольдмейстера Жиля де Бувье Берри. В 1826 году репринт этого издания был выпущен в Париже историком Жаном Александром Бюшоном в 35 и 36 томах «Сборника национальных хроник» (фр. Collection des chroniques nationales), а в 1838 году им же переиздан в серии «Литературный Пантеон» (фр. Panthéon littéraire).
Комментированное научное издание хроники д’Эскуши в трёх томах было подготовлено историком Гастоном дю Френом де Бокуром для Французского исторического общества в 1858—1863 годах.

## Публикации
- Histoire de Charles VII. roy de France, par Jean Chartier, sous-chantre de S. Denys; Jacques le Bouvier, dit Berry, roi d'armes, Mathieu de Coucy, et autres autheurs du temps. Mise en lumiere, et enrichie de plusieurs titres, memoires, traittez, et autres pieces historiques, par Denys Godefroy. — Paris: Imprimerie royale, 1661. — pp. 531–738.
- Chroniques de Mathieu d'Escouchy // Choix de chroniques et mémoires sur l'histoire de France, avec notes et notices par J. A. C. Buchon. —  Paris: Desrez, 1838. — pp. 1–236. — (Panthéon littéraire. Littérature française. Histoire).
- Chronique de Mathieu d’Escouchy, éd. et publiée par G. Du Fresne de Beaucourt, 3 vols. — Paris: Renouard, 1858—1864. (réimpr. éd. Johnson, New York, 1968)